# 立川真司
立川 真司（たちかわ しんじ、1959年12月4日 - ）は、大分県出身のものまねタレント、YouTuber。身長172cm、体重75kg。血液型はA型。大分県立大分工業高等学校卒業。
オフィス・インディーズ所属を経て、2007年春に独立し個人事務所「オフィス・立川真司」を設立。

## 来歴
- 小野田セメント東京本社技術部勤務を退職後、鉄道関連（車掌の案内、車両の走行音・機械音など）、飛行機関連のものまねタレントとなる。
- 『電車でGO!』のほとんどすべてのシリーズに出演し「ミスター電車でGO!」を自称する。
- 鉄道ものまねに関しては、JRの公認を得ている他、川崎重工車両カンパニーの公認も得ている[1]。鉄道ファンであり、鉄道グッズを集めている。
- 中川礼二（中川家）がやる鉄道ものまねの方が全国区で有名になったため、立川に対して許可を取っているとのこと。
- 埼玉県所沢市に在住していることが縁で西武鉄道のイベント「西武・電車フェスタ in 武蔵丘車両検修場」にて行われる電車ものまねショーに毎年出演している他、秩父鉄道のイベント｢わくわくフェスタ｣ではイベント進行役を務めている。

## 出演・作品
レギュラー
- ラジオが一番（YBS山梨放送）
- 九州沖縄スペシャル 林家いっ平のテツタビ〜○○線ひとめぐり（NHK福岡放送局）- コーナー担当

特番・単発出演
- 爆笑歌謡選手権（フジテレビ）
- 芸能界鉄道研究会 鉄研（中京テレビ）- 2009年3月29日
- BSデジタル号がゆく!～ブルートレイン 九州一周の旅～（NHK BSハイビジョン）- 2010年9月5日
- とびだせものまね大作戦（フジテレビ）
- 〜あらゆる世界を見学せよ〜潜入!リアルスコープ（フジテレビ）- 2011年5月7日
- 初笑い東西寄席（NHK総合）- 2013年1月3日
- 桂文枝の演芸図鑑（NHK総合）- 2013年5月19日
- 超潜入!リアルスコープハイパー（フジテレビ）- 2013年7月6日
- 福井謙二のグッモニ（文化放送）-　2014年8月29日、2014年12月2日
- 午後のまりあーじゅ（NHKラジオ第1）-　2014年10月20日
- Let's天才てれびくん（NHK）-　2014年10月20日
- らんまんラジオ寄席（TBSラジオ）‐　2014年11月30日
- 笑点 特大号（BS日テレ） - 2017年9月20日

CDシングル
- 立川真司「電車・乗り物ものまねライブ」（テイチクエンタテインメント）

ゲーム
- 電車でGO!シリーズ